# 伊尔施
伊尔施是德国莱茵兰-普法尔茨州的一个市镇。总面积15.22平方公里，总人口1502人，其中男性758人，女性744人（2011年12月31日），人口密度99人/平方公里。